# سنجاق کراوات

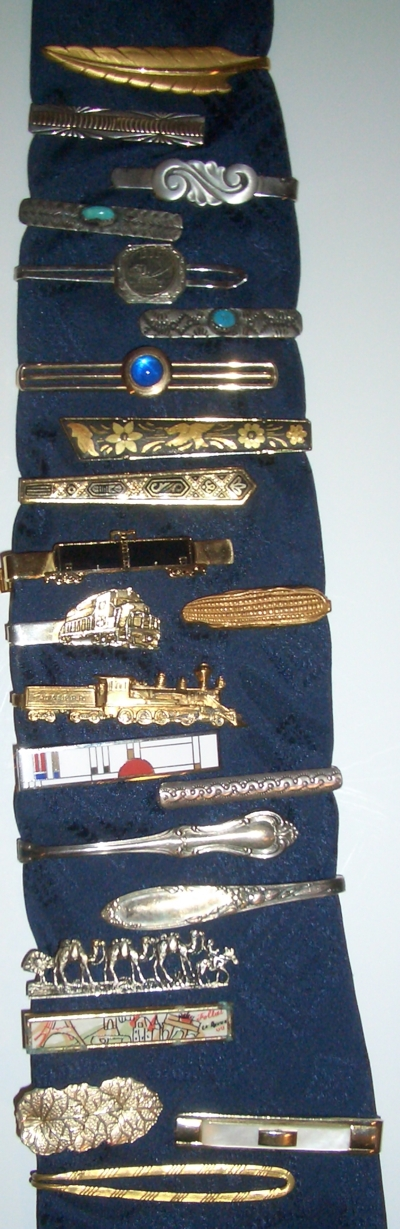
مجموعه‌ای از سنجاق‌های کراوات که اکثراً متعلق به قرن بیستم هستند.

وسایل زیادی از قرن نوزدهم برای نگاه‌داشتن کراوات اختراع شده‌اند تا جلوی جداشدن، بازشدن یا دیگر اتفاقات مربوط به کراوات را بگیرند اما بعداً تبدیل به ابزارهای زیبایی و مد شدند. اکثر گیره‌های کراوات به شکل دو بخش مجزا هستند که مانند گیره بهم چسبیده و دو میان این دو قسمت، کراوات قرار می‌گیرد تا پارچه زیرین کراوات معلوم نشود.